# Theodor Haumann

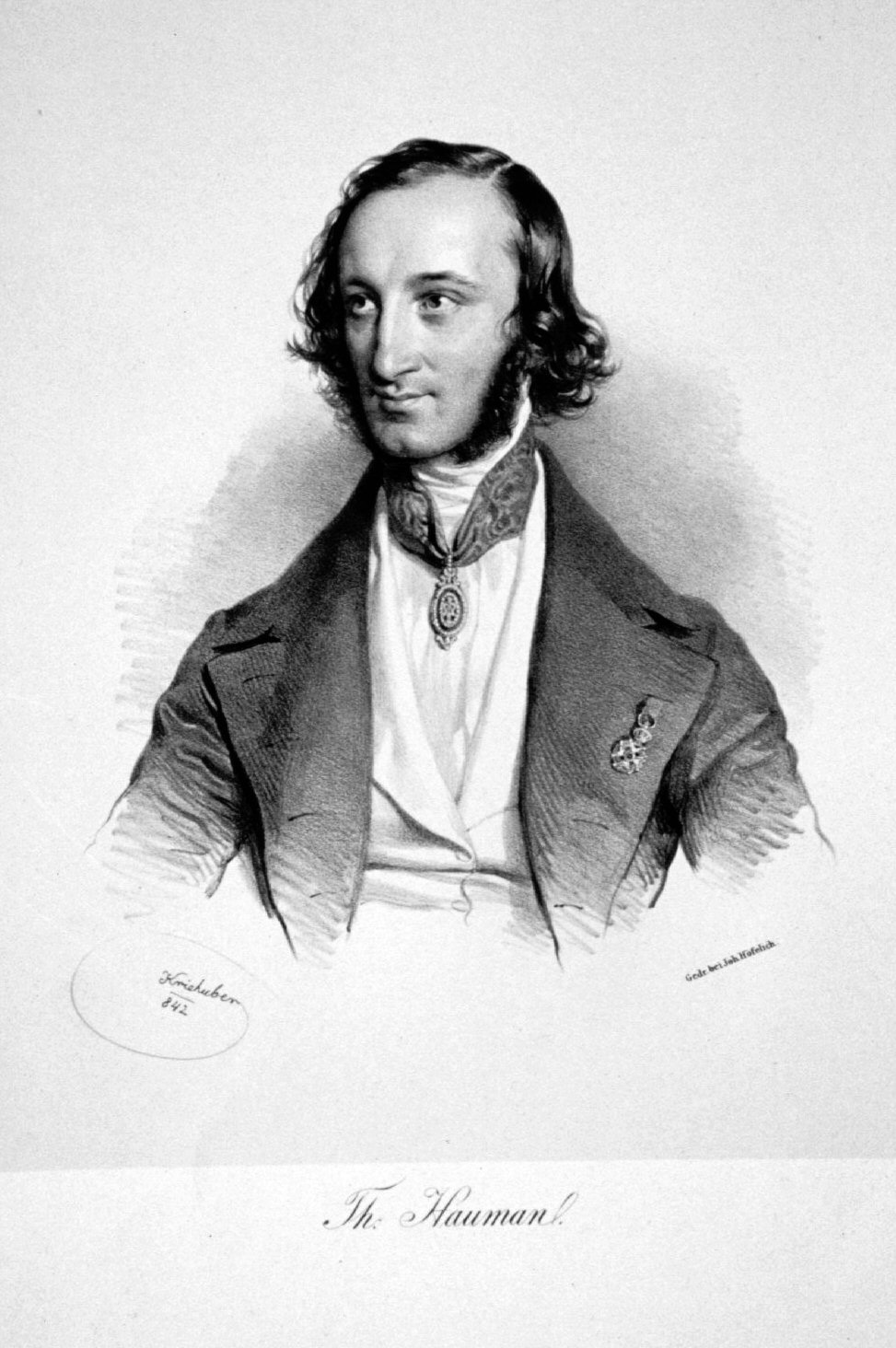
Theodor Haumann

Theodor Haumann, född 3 juli 1808 i Gent, död 21 augusti 1878 i Bryssel, var en belgisk violinist och tonsättare.
Haumann studerade vid Leuvens universitet och blev 1830 juris doktor, men ägnade sig därefter helt åt musik. Han uppträdde 1832 i Paris som violinist i flera konserter och genomförde till 1837 talrika turnéer i Europa. Han komponerade bland annat fantasier för sitt instrument. Han invaldes 1842 som ledamot av Kungliga Musikaliska akademien i Stockholm.